# 전준
전준(田俊, 영어: James Tien, 1942년 5월 28일 ~ )은 홍콩 출신의 영화 배우이다.

## 출연 작품
- 이소룡 - 전사의 여행 (2000)
- 일도경성 (1993)
- 땡큐 마담 4 - 중출강호 (1992)
- 귀도귀 (1991)
- 여락 (1991)
- 여락 2 - 뇌락정구 (1991)
- 야마선생 (1990)
- 지분쌍웅 (1990)
- 표가도 2 - 화촉귀 (1989)
- 사저출마 (1989)
- 강호접반인 (1988)
- 최후태감 (1988)
- 비룡맹장 (1988)
- 표가도 (1987)
- 집법선봉 (1987)
- 동방독응 (1987)
- 신용쌍향포 2 (1986)
- 최가복성 (1986)
- 강시선생2 : 강시가족 (1986)
- 유령병단 (1986)
- 부귀열차 (1986)
- 칠복성 (1985)
- 예스 마담 - 황가사저 (1985)
- 용적심 (1985)
- 복성고조 (1985)
- 신용쌍향포 (1984)
- 소권괴초 2 (1983)
- 오복성 (1983)
- 제방소수 (1982)
- 패가자 (1981)
- 백전보산하 (1979)
- 소권괴초 (1979)
- 초녀 (1978)
- 금강혈인 (1978)
- 비도권운산 (1978)
- 사망유희 (1978)
- 소권 (1977)
- 중원호객 (1977)
- 화비만성춘 (1975)
- 여자태권군영회 (1975)
- 성룡의 소림용호문 (1975)
- 냉면호 (1973)
- 철왜 (1973)
- 용호금강 (1973)
- 정무문 (1972)
- 도불류인 (1971)
- 천룡팔강 (1971)
- 당산대형 (1971)
- 혈부문 (1970)